# Herbar Digital

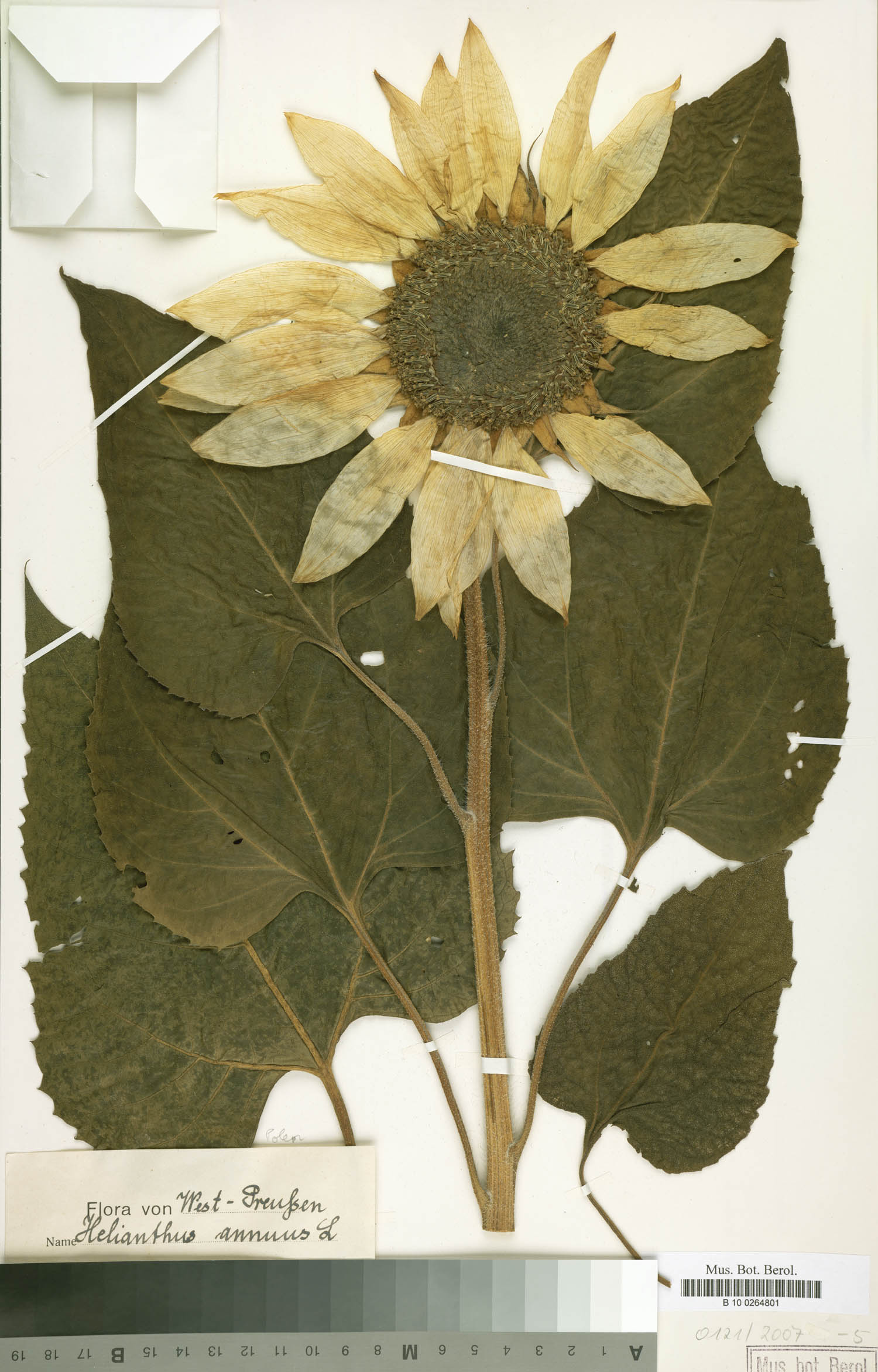
Verkleinertes Beispiel-Bild: Helianthus annus
Original: SilverFast-HDR-Dateien (ca. 180 MB, 6100×9600 Pixel)

Herbar Digital ist ein von 2006 bis 2011 stattfindendes Forschungsprojekt an der Fachhochschule Hannover (FHH) zur Rationalisierung der Virtualisierung von botanischem Belegmaterial (vgl. virtuelles Herbarium bzw. Herbarium) und dessen Verwendung durch Prozessoptimierung und -automatisierung.

## Ziel des Projekts
In Botanischen Gärten lagern weltweit (vorsichtig geschätzt) ca. 500 Millionen getrocknete Pflanzen – so genannte Herbar-Belege – unter wissenschaftlich kontrollierten Bedingungen. Ziel des Drittmittel-geförderten Forschungsvorhabens ist es, den Prozess der Virtualisierung von Herbar-Belegen und deren Verwaltung zu automatisieren, um sie Botanikern und Biologen digital zur Verfügung stellen zu können. Durch eine exemplarische Einzelfalllösung am Beispiel des Herbariums des Botanischen Gartens Berlin-Dahlem (ca. 3,5 Millionen Herbar-Belege) wird es möglich, die Arbeitsstrukturen, die verwendete Software und die applizierte Technik so zu generalisieren, dass generelle Referenzlösungen für effizientes Scannen mit hoher Qualität für alle wissenschaftlich gepflegten musealen Objekte abgeleitet und definiert werden können.

## Arbeitsablauf

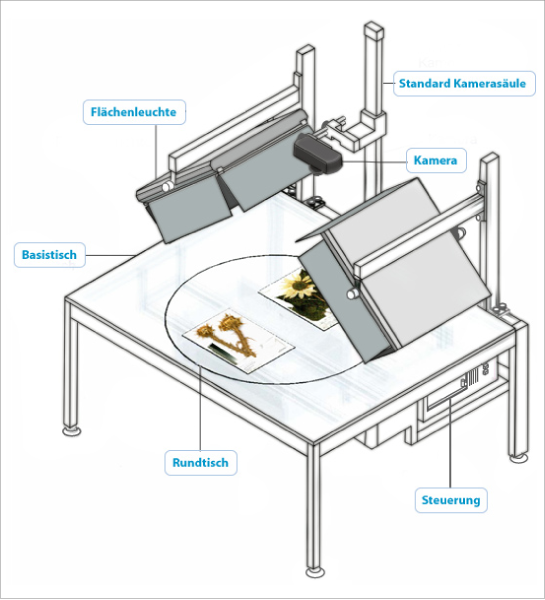
Herbar-Digital-Basistisch

An verschiedenen Orten werden bereits seit geraumer Zeit Herbar-Belege gescannt. Jedoch ist bei diesen Lösungen der Automatisierungsgrad sehr gering, so dass nur ein geringer Durchsatz erreicht wird. Die FH Hannover hat industrielle Produktionsabläufe analysiert und Lösungsansätze für das Scannen von Herbar-Belegen abgeleitet. Die Automatisierung gliedert sich danach in drei Entwicklungsschwerpunkte:
1. Scanner-Arbeitsplätze mit Steuerung
2. Technologiemanagement für das Scannen
3. Systemlösung unter Berücksichtigung des Mitarbeiters

Die Herbar-Belege werden mit einem Standard-PC, an dem eine Scannerkamera angeschlossen ist, mit einer Scan-Software im Rohdatenformat eingescannt und auf einem Server gespeichert. An einem zweiten PC werden die gescannten Rohdaten nach Farbe, Kontrast und Helligkeit optimiert, in ein lesbares Bildformat umgewandelt und wieder auf dem Server gespeichert. Das Ergebnis wird auf einem profilierten Grafikmonitor überprüft.
Eine Basismaschine ist für Blattgrößen von DIN A3 bis DIN A2 geeignet und wird mit Flächenleuchten, einer Standard-Kamerasäule und einer Scanner-Kamera ausgerüstet. Der Einsatz eines gesteuerten, in den Basistisch eingelassenen Rundtisches bietet hier Möglichkeiten zur Leistungssteigerung. Der Rundtisch ermöglicht das Nachladen eines neuen Herbar-Belegs, während ein anderer Beleg gescannt wird. Auch ist die Zugänglichkeit viel leichter, da nicht direkt unter den Flächenleuchten ein Herbar-Beleg nachgeladen wird. Neben den erforderlichen Zeiten für das Scannen und der Drehung um 180° bestimmt der Anwender den Takt der Maschine (3–12/min). Die Steuerung des Rundtisches lässt sich über eine USB-Schnittstelle mit einem handelsüblichen PC verbinden. Auf diesem PC ist auch die Scanner-Software installiert. Mit der Software Herbar Digital Control (HDC) kann von diesem Rechner der Rundtisch problemlos angesteuert werden.

## Projektpartner
- Herbar-Belegmaterial: Botanisches Museum Berlin-Dahlem
- Entwicklung der Automatisierung: Fachhochschule Hannover
- Technologie-Management und Scanner-Software: LaserSoft Imaging
- Hardware zur Digitalisierung: Kaiser Fototechnik, Pentacon und Quato
- Steuerungs- und Systemtechnik: isel
- Simulation: DELMIA